# مقاله (فیلم ۱۹۹۴)
مقاله (به انگلیسی: The Paper) فیلمی کمدی-درام محصول سال ۱۹۹۴ به کارگردانی ران هاوارد است. در این فیلم بازیگرانی همچون مایکل کیتون، گلن کلوز، مریسا تومی، رندی کواید و رابرت دووال ایفای نقش کرده‌اند. فیلم نامزد جایزه اسکار در بخش بهترین ترانه برای «تصمیمت را بگیر» شد که توسط رندی نیومن نوشته و اجرا شده‌بود. داستان فیلم در یک بازه زمانی ۲۴ ساعته حول محور زندگی حرفه‌ای و شخصی یک سردبیر روزنامه با بازی مایکل کیتون می‌گذرد.
مقاله با تحسین منتقدان که از کارگردانی و بازیگری تمجید کرده‌بودند، همراه بود و در سراسر جهان بیش از ۴۸ میلیون دلار فروش داشت.

## داستان
هنری هکت، سردبیر روزنامه نیویورک سان در نیویورک است. او عاشق کارش است اما ساعات طولانی کار و دستمزد کم باعث نارضایتی او شده است تا اینکه داستان جذابی دربارهٔ قتل دو تاجر سفیدپوست در بروکلین به دست او می‌رسد. پلیس دو نوجوان آفریقایی را قاتل می‌داند و آن‌ها را دستگیر می‌کند. هنری متوجه شواهدی دربارهٔ بی‌گناهی مظنونین و اتهامات دروغین پلیس می‌شود و از دیگر کارکنان می‌خواهد که همراه او در این باره تحقیق کنند.

## بازیگران
- مایکل کیتون در نقش هنری هکت
- گلن کلوز در نقش آلیشیا کلارک
- مریسا تومی در نقش مارتا هکت
- رندی کواید در نقش مک
- رابرت دووال در نقش برنی وایت
- جیسون روباردز در نقش گراهام
- جیسن الکساندر در نقش ماریون
- اسپالدینگ گری در نقش پل
- کاترین اوهارا در نقش سوزان
- لین تیگپن در نقش جنت
- جک کهو در نقش فیل
- روما مافیا در نقش کارمن
- آملیا کمپل در نقش رابین
- کلینت هاوارد در نقش ری
- جیل هنسی در نقش دین
- ویلیام پرینس در نقش پدر هنری
- آگوستا دابنی در نقش مادر هنری
- بروک آلتمن در نقش کارل